# Tyska kyrkans brand 1878

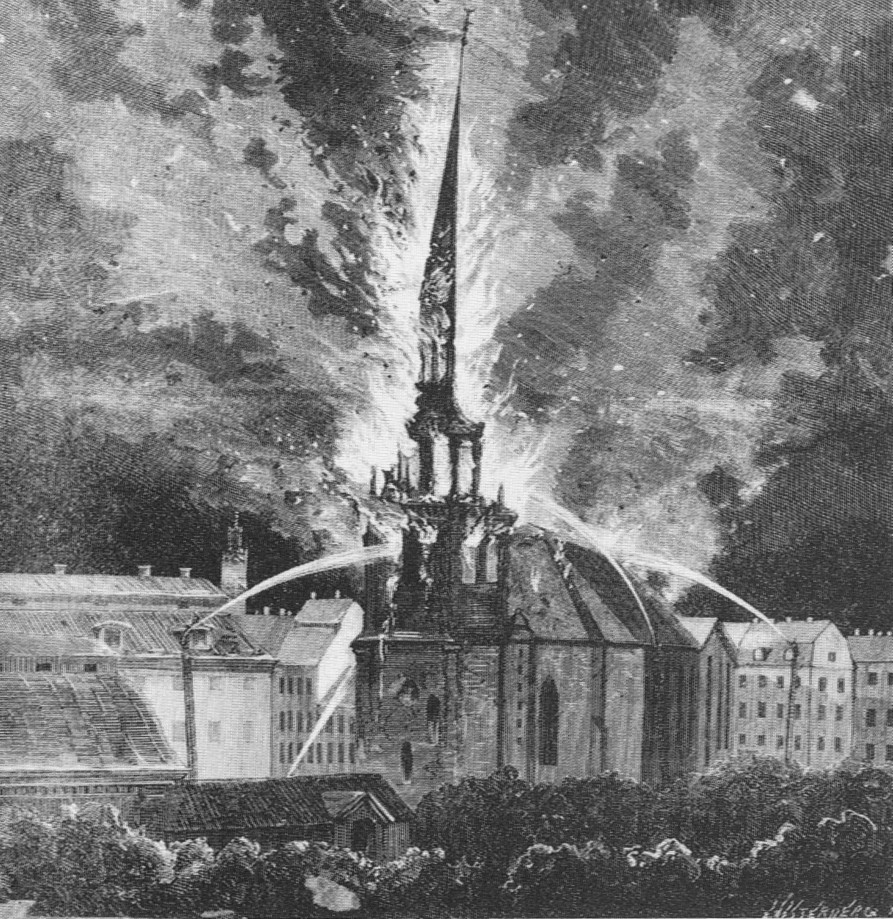
Tyska kyrkan brinner 1878.

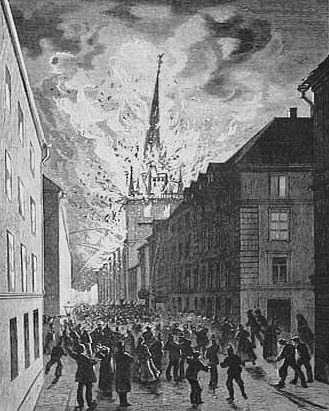
Tyska kyrkan brinner 1878.

Tyska kyrkans brand ägde rum 7 oktober 1878 i Tyska kyrkan i Gamla stan i Stockholm. Genom branden förstördes kyrkans torn och tak, men tack vare den nybildade brandkårens snabba insats kunde branden begränsas till själva byggnaden. Tyska kyrkans torn har brunnit flera gånger. Natten till den 2 september 1625 antändes tornet två gånger, men man lyckades släcka elden och rädda kyrkan. År 1829 hände samma sak igen; även denna gång kunde man förhindra en större brandkatastrof.

## Brandförsvaret
År 1878, samma år som Johannes brandstation invigdes, drabbades Stockholm av två svåra bränder: Tyska kyrkans brann den 7 oktober och branden på Eldkvarn den 31 oktober. Vid båda bränderna kunde Stockholms nybildade brandförsvar förhindra en större brandkatastrof. Vid den tiden var Stockholms brandförsvar fortfarande under uppbyggande och sex av planerade sju brandstationer var insatsberedda (Kungsholmens brandstation öppnade först 1879).

## Brandförloppet
Den 7 oktober 1878 klockan 02:15 upptäcktes att Tyska kyrkan hade fattad eld. Snabbast på plats var manskap och befäl från Rådstugans brandstation, som sedan 1876 låg i Bondeska palatset och avståndet till brandplatsen var bara 450 meter. Snart anlände ytterligare fem brandkårer från alla stadsdelar, därmed deltog Stockholms samtliga brandkårer i släckningsarbetena. Elden bekämpades med två ångbrandsprutor. Trots insatsen kunde det 70 meter höga, smala 1600-talstornet inte räddas och spiran störtade ner, dels i Tyska brinken och dels på kyrktaket. Kyrkklockorna föll ner på kyrkans valv, som höll. Även kyrktaket fattade eld, men tack vare det stabila och brandsäkra valvet kunde elden inte nå kyrkans inre. Brandkåren kunde begränsa eldsvådan till själva byggnaden.  
Efter branden genomfördes en större renovering av Tyska kyrkan. Det avbrunna tornet ersattes år 1886 av ett nytt, ritat av arkitekt Julius Raschdorff från Berlin. Tornets takstol är sedan dess en järnkonstruktion som skall minska brandrisken.